# カルグーリー

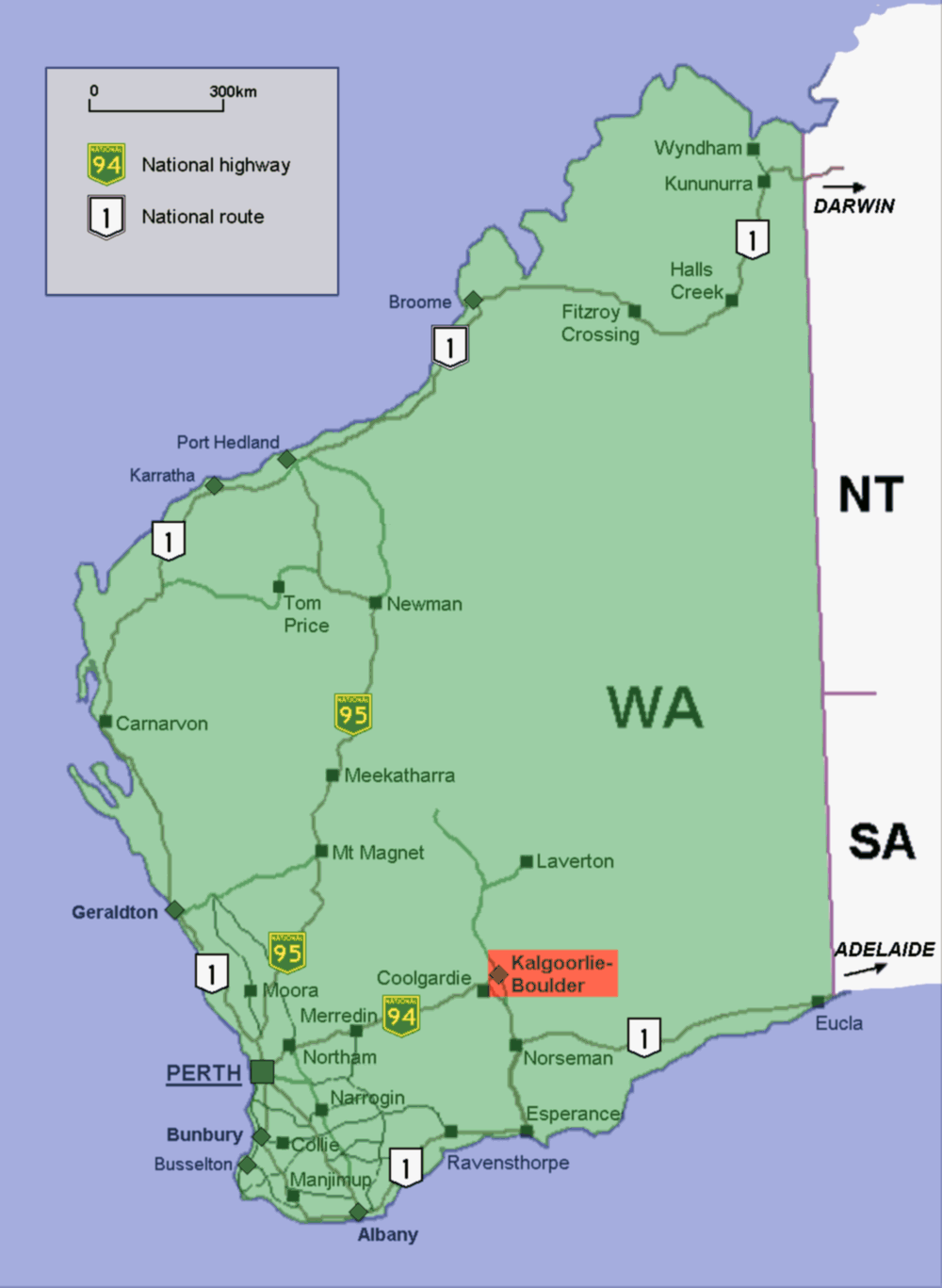
西オーストラリア州のカルグーリーの位置（赤）

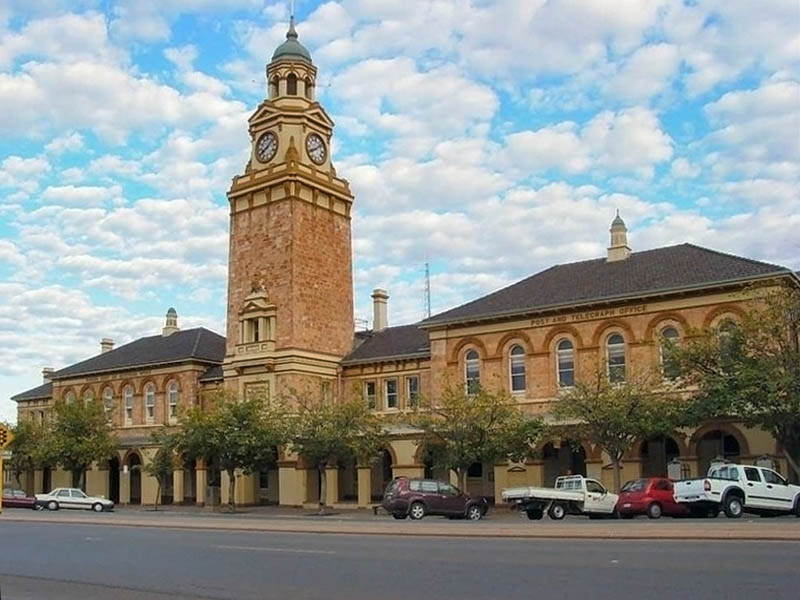
ゴールドラッシュ時の賑わいをしのばせるカルグーリー郵便局。目抜き通りのハナン通りに建つ。

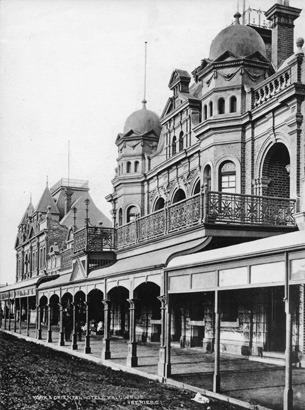
1900年頃のホテル。

カルグーリー（Kalgoorlie）は西オーストラリア州の州都パースの東方、約600 kmの内陸部に位置する、ゴールドフィールズ・エスペランス地域内の都市である。ゴールドラッシュの起こった19世紀末には金鉱の町として繁栄を極めたが、その後、人口は減少傾向に転じ、現在は3万人を割り込んでいる。

## 鉱業
カルグーリーが乾燥気候であるのにもかかわらず、居住者が見られるのは、ここに金山が有るからであり、20世紀を通して金（Au）の採掘が行われてきた。さらに、金だけでなく、その後、ニッケルの鉱山も操業した。この場所には、鉄道が通じており、鉱産物の輸送にも使用されてきた。なお、飲料水や生活用水などは、長大なパイプラインを用いてパース方面から送られている。

## 政治と鉄道
かつてオーストラリアが連邦へ移行しようとしていた時期に、現在の西オーストラリア州の部分では、連邦には参加せずに、分離独立の動きも出ていた。しかし、西オーストラリア州がオーストラリア連邦へ加入する見返りに、ポートピリーからカルグーリーまでの鉄道が、連邦政府によって建設された。

## 歴史
この付近では、1893年に金が発見された。もっとも、当時はカルグーリーではなく、「イースト・クールガーディー（East Coolgardie）」という地名だった。金鉱の町として栄え、一時は西オーストラリアではパースとフリーマントルの次に大きい都市であったクールガーディーの東方にあったことからイースト・クールガーディーと呼ばれた。クールガーディーにあった初期の金鉱は完全に掘り尽くされ、残されたゴーストタウンは、20世紀末以降は観光地として利用されている。一方で、地域の中心地はカルグーリーに移動したが、カルグーリーの繁栄も金鉱の生産とともに衰えていった。カルグーリーの町とボールダー（Boulder）の郡は、カルグーリー＝ボールダー市（Kalgoorlie-Boulder）として1989年2月1日に合併した。

## 名称
この町の「カルグーリー」という名称は、"place of the silky pears"という意味である、地元アボリジニの地名であるKarlkurla（gull-gull-la と発音）を元にしている。

## 関連項目

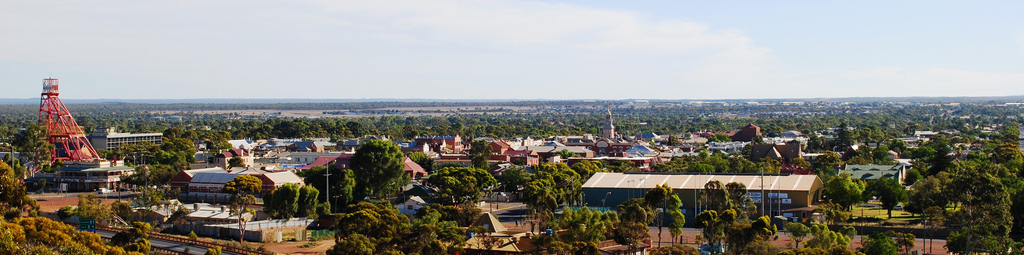
カルグーリーのパノラマ写真。